# Точен прицел (филм, 2008)
„Точен прицел“ (на английски: Vantage Point) е американски политически екшън трилър от 2008 г. на режисьора Пийт Травис, а сценарият е на Бари Леви. Във филма участват Денис Куейд, Матю Фокс, Форест Уитакър, Сигорни Уийвър, Уилям Хърт, Зоуи Салдана, Едгар Рамирес и Айелет Зурер.
Филмът е копродукция от „Релативити Медия“ и „Ориджинал Филм“, а снимките започват в Мексико Сити на 18 юни 2006 г. Премиерата на филма се състои в Саламанка на 13 февруари 2018 г., и е пуснат по кината в Съединените щати от „Сони Пикчърс Релийзинг“ чрез етикета „Кълъмбия Пикчърс“ на 22 февруари.